# Котокафе

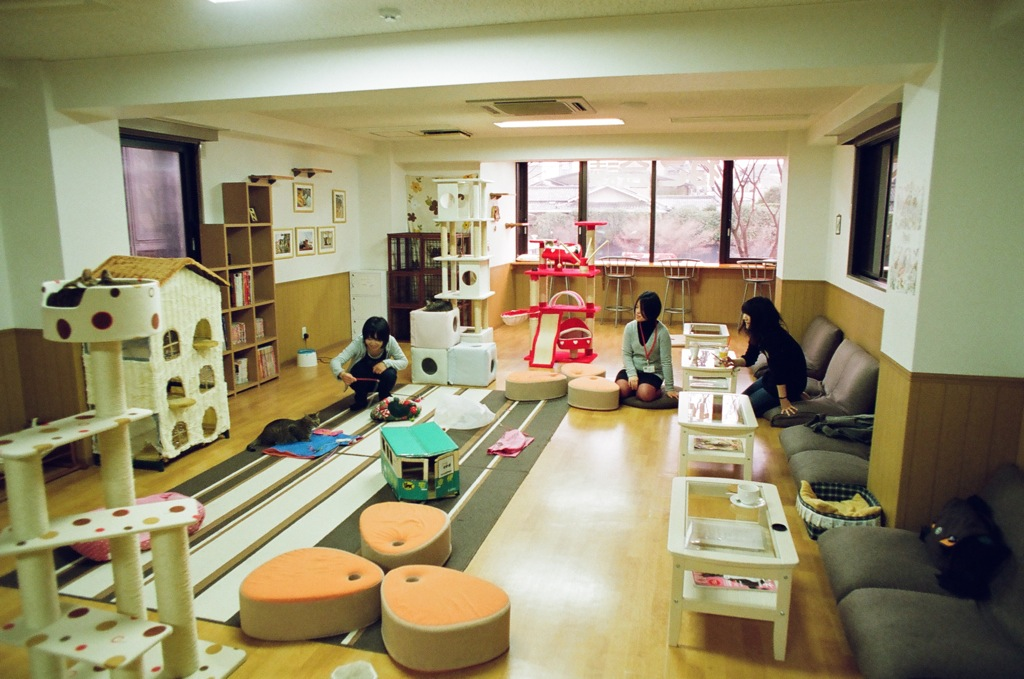
Кошачье кафе в Киото, Япония

Котокафе, или кошачье кафе — место, где любители кошек могут посмотреть на этих домашних животных и поиграть с ними.

## Причины возникновения
Иногда домовладельцы по разным причинам не разрешают жильцам содержать домашних животных, в частности кошек. Одна из идей создания кошачьих кафе как раз для того, чтобы удовлетворить тягу людей к этим животным. В этой форме отношений между человеком и животным есть свои положительные стороны, так как домашние животные накладывают ряд обязательств на их владельца.
Первое в мире кошачье кафе было открыто на Тайване в 1998 году и располагалось в городе Тайбэй. Оно стало известным местом и привлекало туристов из Японии. Первое такое кафе на Японских островах было открыто в Осаке в 2004 году. Затем подобные кафе открылись в других городах и на сегодня только в Токио их существует несколько десятков. В японских кафе за почасовую оплату можно поиграть с любой понравившейся кошкой или покормить её.

## Котокафе в разных странах

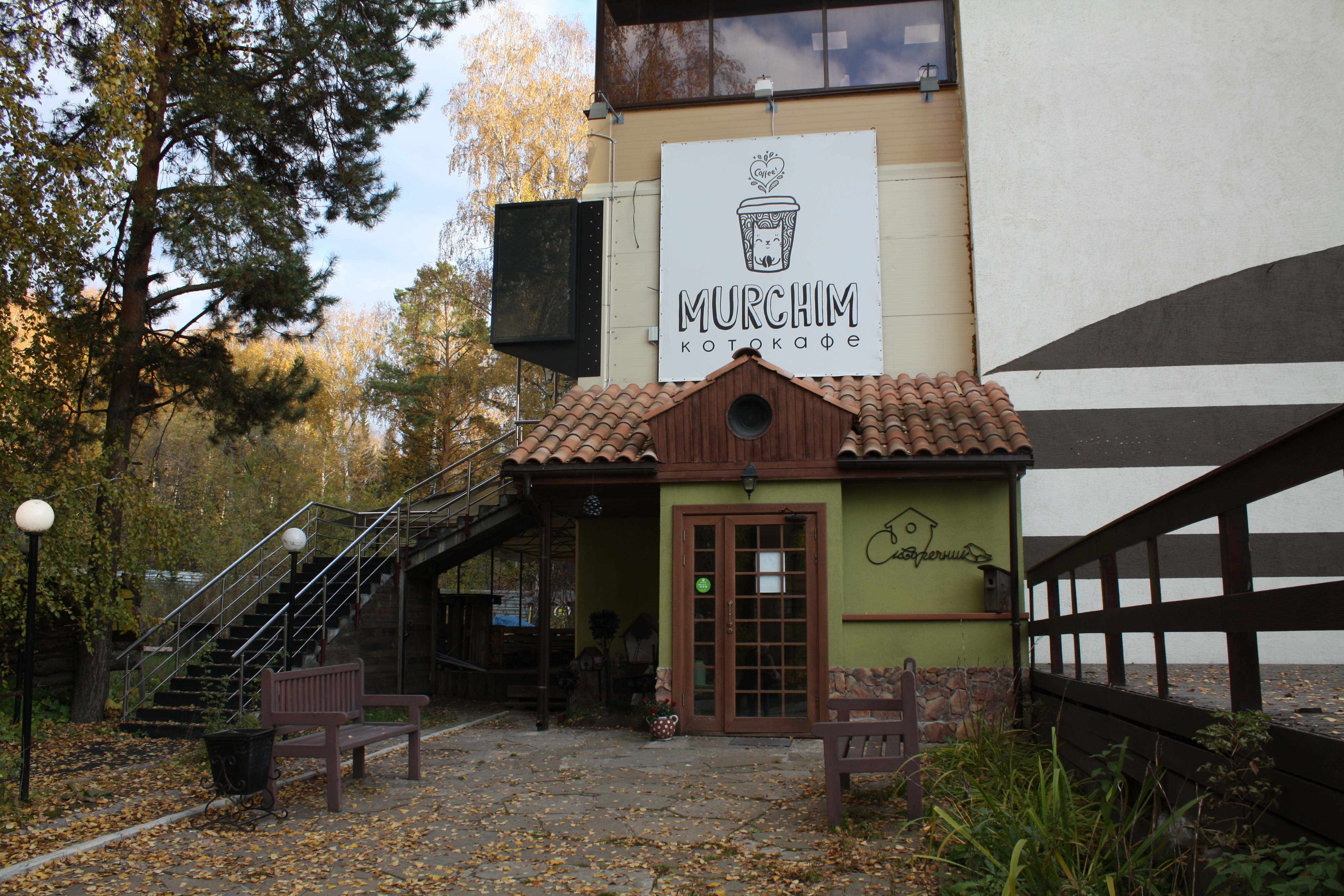
Кошачье кафе в Новосибирске, Россия

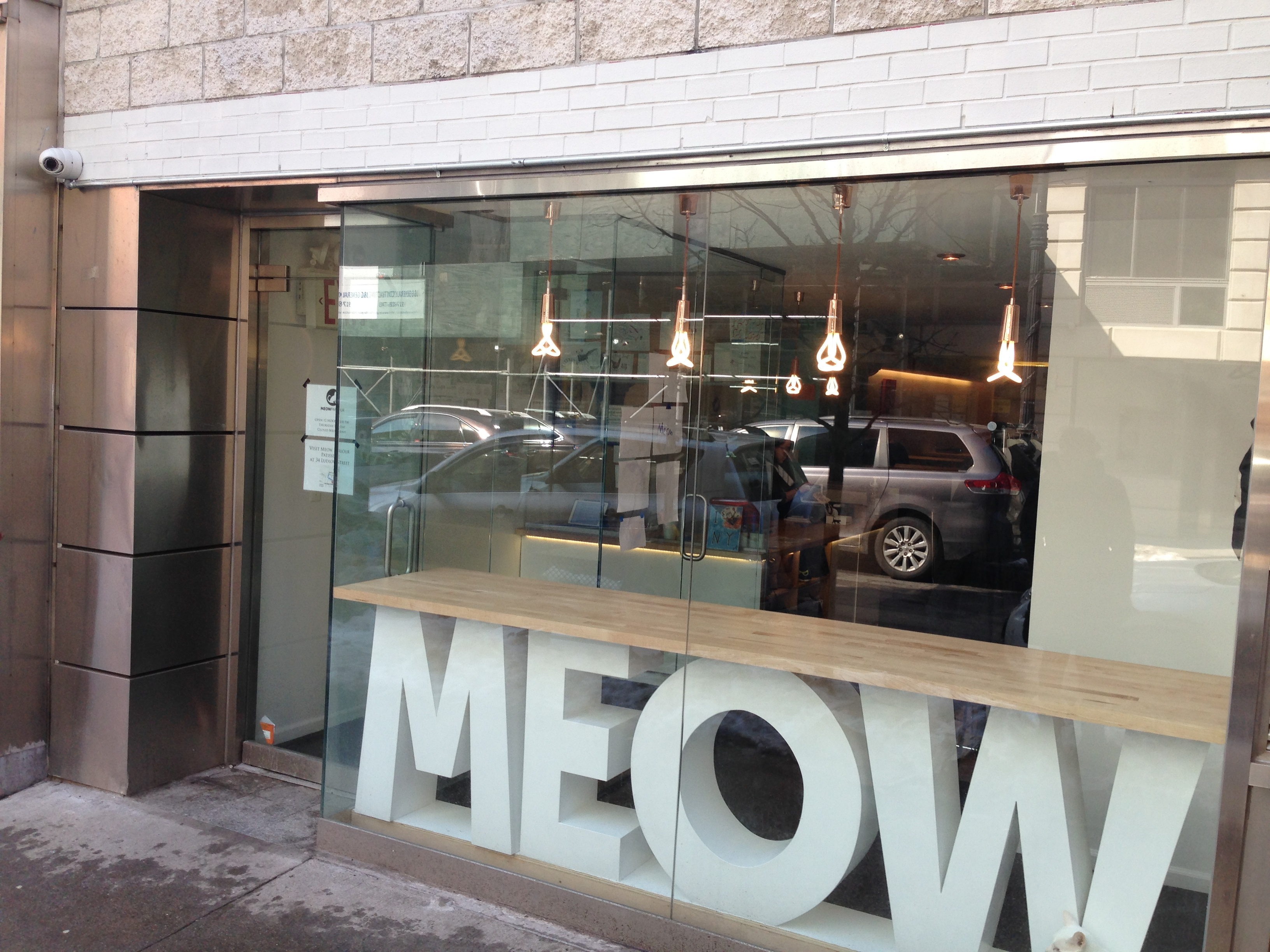
Кошачье кафе в Нью-Йорке, США

Первое европейское котокафе «Республика Кошек» было открыто в 2011 году в Санкт-Петербурге, через год — в Вене (2012 год), позже они появились в городах Германии — Мюнхене, Берлине и Кёльне. Первые кафе во Франции появились в Париже (2013 год) и Лионе (2014 год). B октябре 2014 первое в Прибалтике котокафе открылось в Вильнюсе. В 2015 году подобное кафе открылось в Риге.
В Бельгии концепцию кошачьего кафе изменили: в июле 2016 года в Генте открылось кошачье кафе, в котором живут кошки из приюта для бездомных животных. Хозяйки кафе говорят, что создали кафе на благо не только людей, но и животных: понравившуюся кошку можно забрать из кафе домой, заполнив необходимые для этого документы, по которым новый хозяин обязуется хорошо ухаживать за своим животным. У гентского кошачьего кафе говорящее название DreamCATchers: миссия кафе в том, чтобы сбывались мечты бездомных кошек о доме. За первый месяц работы гентского кошачьего кафе через него нашли новый дом 4 кошки. В США первое котокафе было открыто в 2014 году в Нью-Йорке.
В России кафе для кошек, помимо Санкт-Петербурга, существуют в Москве (с 2015), Екатеринбурге, Казани, Красноярске (с 2013 года), Самаре, Воронеже, Саратове и других крупных городах. В Эрмитаже существует «Клуб друзей котов Эрмитажа», ветеринар которого — Анна Кондратьева — организовала кошачье кафе «Республика кошек».
В августе 2015 года открылось «Cat Cafe» в Черкассах (Украина), где обитают 14 котов.
В 2016 году в Санкт-Петербурге было открыто второе котокафе «Республика Котов». Вход в него осуществляется за добровольное пожертвование («donation»). Любого котика оттуда можно взять себе домой.
В январе 2017 года в Нижнем Новгороде открылось котокафе «Мурррчим», в котором проживало около 100 кошек. Кафе было создано на базе приюта.
В августе 2018 года в Кишинёве было открыто первое кошачье кафе в Республике Молдова «Cats Cafe».